# Torneio de Montreux de 1935
O Torneio de Montreux de 1935  foi a 14ª edição do Torneio de Montreux. e o 1º realizado em 1935. Neste ano a organização decidiu promover 2 Torneios com os mesmos 4 participantes: o 1º disputado numa poule todos contra todos, e um 2º disputado num sistema de meias-finais e final.

## Resultados
|    | Equipe          | Pts | J | V | E | D | GM | GS | DG  |
| -- | --------------- | --- | - | - | - | - | -- | -- | --- |
| 1º | Itália Juniores | 6   | 3 | 3 | 0 | 0 | 10 | 4  | 6   |
| 2º | HC Montreux     | 4   | 3 | 2 | 0 | 1 | 13 | 7  | 6   |
| 3º | Dopolavoro      | 2   | 3 | 1 | 0 | 2 | 10 | 10 | 0   |
| 4º | Lyon            | 0   | 3 | 0 | 0 | 3 | 6  | 18 | -12 |

|                 | LYO | DOP | MON | JUN |
| --------------- | --- | --- | --- | --- |
| Lyon            |     | 4-8 | 2-6 | 0-4 |
| Dopolavoro      |     |     | 1-4 | 1-2 |
| HC Montreux     |     |     |     | 3-4 |
| Itália Juniores |     |     |     |     |